# Podhrad (zámek)
Zámek Podhrad byl novogotický zámek u řeky Odravy na místě středověké tvrze v obci Podhrad v okrese Cheb. Byl zbořen během výstavby vodní nádrže Jesenice. 

## Tvrz

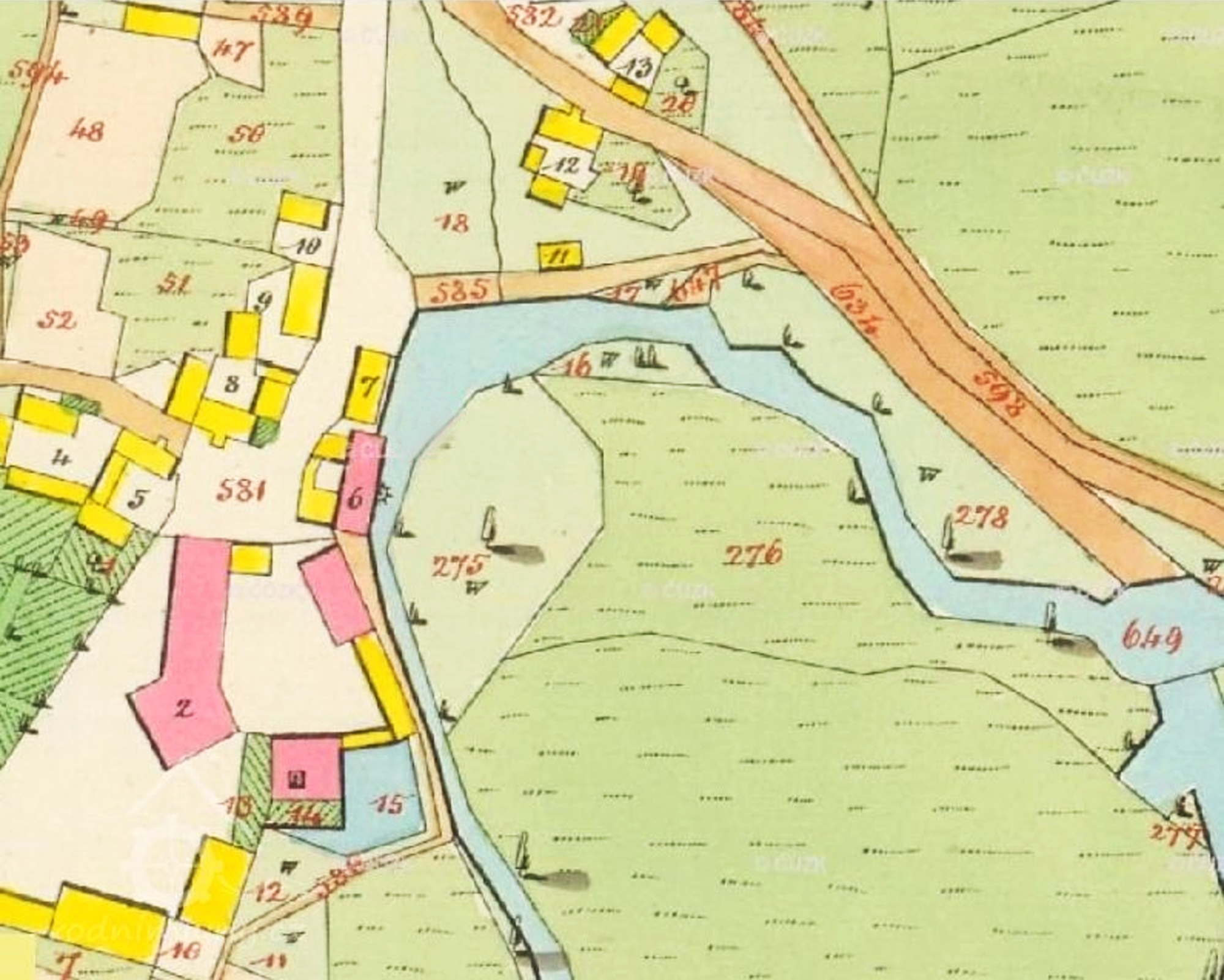
Areál zámku Podhrad, tzv. císařský otisk mapy stabilního katastru z první poloviny 19. století

Na místě zámku v minulosti stávala tvrz. První zmínka o ní pochází z roku 1474. Hlavní obytnou a obrannou stavbu tvrze představovala věž a opevnění doplňoval vodní příkop napájený z mlýnského náhonu, u kterého se tvrz nacházela. V 15. století vlastnili tvrz Junckerové, kteří původní tvrz přestavěli do novější podoby. Tvrz v roce 1860 koupil Jan Gottfried Opitz a o 3 roky později ji přestavěl na zámek.

### Popis
Přesná vnitřní struktura tvrze není známá, nicméně se dá podle umístění arkýře předpokládat, že v patře se nacházeli pokoje majitelů. Před palácem a věží se nacházelo nádvoří a areál byl obehnán hradební zdí. V 17. století (přibližně kolem roku 1663) byla tvrz upravena. Padací most přes vodní příkop nahradil kamenný most a u něj byla přistavěna další budova, pravděpodobně kuchyně.

## Zámek
V roce 1860 koupil tvrz Jan Gottfried Opitz, který ji roku 1863 přestavěl z gotické podoby do podoby pseudogotického zámku. Kromě zámku byly přestavěny také hospodářské budovy. Po jeho smrti zámek zdědil jeho syn Karel Gottfried Opitz. Ten umírá roku 1872 a zámek přešel do rukou Albrechta Kaliny z Jäthensteinu. V roce 1907 se novým majitelem stal Karel Janda. Jeho potomci drželi zámek až do roku 1945, kdy připadl státu. Na konci 50. let 20. století byl kvůli výstavbě vodní nádrže Jesenice zbořen.

### Popis
Stará část tvrze byla během přestavby přeměněna v  novogotickém stylu. Stejné změny se dočkal i mladší palác, který byl navíc novým křídlem propojená se vstupní místností a mladším obydlím. Venkovní část stavby vyzdobili řadou štítků, cimbuří a dalšími prvky. Nad vstupem navíc postavili novou věž. V této podobě vydržel zámecký areál až do konce 50. let 20. století.
Opitzové také v blízkosti zámku založili rozlehlý park.